# Mar Libico
Il Mar Libico (in arabo البحر الليبي‎?, in greco: Λιβυκό Πέλαγος Livykó Pélagos) è quella porzione del Mar Mediterraneo orientale compresa tra la costa meridionale dell'isola di Creta e il litorale intero della Libia; ad est inizia il Mar di Levante, ad ovest il Canale di Sicilia, il Canale di Malta e a nord il Mar Ionio e il Mar Egeo.
In quel tratto di mare è compresa l'isola di Gavdos, nonché gli isolotti di Gavdopoula, Paximadia, Chrysī e Koufonisi, tutti in territorio greco oltre a qualche sparuto banco appartenente allo Stato africano.